# 인크리스 매더

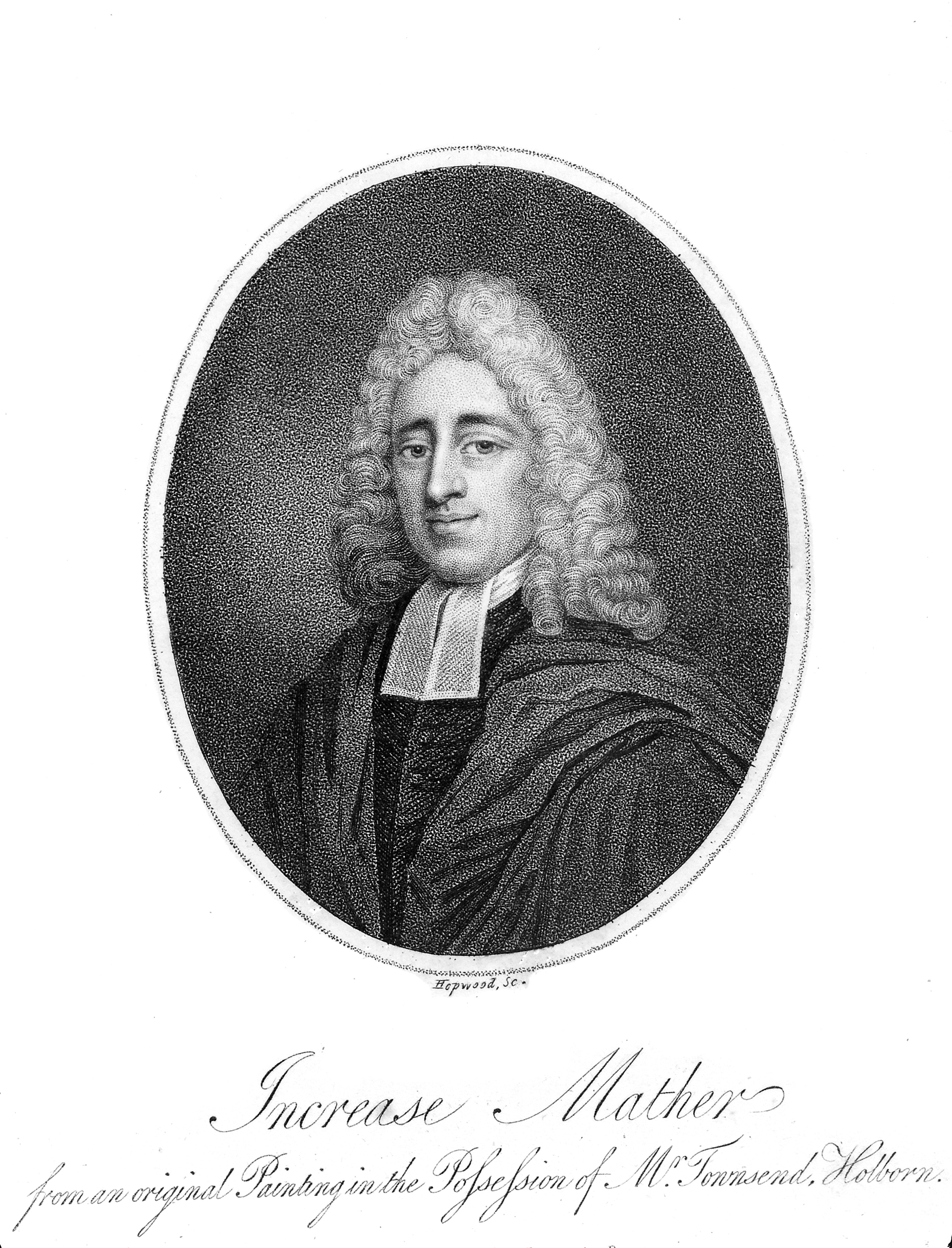
인크리스 매더

인크리스 매더(영어: Increase Mather; 1639-1723) 매사추세츠주 도체스터에서 출생하였고, 까다로운 청교도 아버지인 리차드 매더의 아들로 자랐다. 12살에 하버드 대학교에 입학하였고, 1656년에 졸업하였다. 영국으로 건너가 트리니티 칼리지 (더블린)에서 석사학위를 수여받고, 왕정복고전까지 영국에서 설교를 하였다. 1661년에는 다시 보스톤으로 와서 6개의 교회에서 제안을 받았으나 모두 거절한 뒤 아버지와 함께 도체스터에서 사역을 하였다. 그 뒤, 존 코튼의 딸인 마리아와 결혼을 하여 7명의 딸과 세명의 아들을 낳았다. 세명의 아들 중에 나다니엘은 19살에 사망하고, 코튼과 사무엘은 목회자가 되었다. 그는 중도언약을 반대하였고, 그 이유는 그것이 회중교회를 약화시킨다는 이유였다. 1683년 초, 그는 영국 학사원을 모방하여 보스톤 철학회를 설립하는 데 도움을 주었다.
1685-1701의 약 16년동안 하버드 대학교의 6대 총장으로 봉사하였다.

## 이름의 뜻과 가족사항
그의 이름인 인크리스(Increase)는 히브리어, 요셉을 문자적으로 해석했을 때를 뜻하는 의미다. 6형제중 막내였고, 형제의 이름은 사무엘, 나다니엘, 엘리아살, 요셉과 디모데이다. 사무엘, 나다니엘, 엘라아살은 목회자가 되었다.

## 살렘 마녀재판 사건
미국 역사 초기에 일어났던 유명한 사건중에 마녀사냥사건이 있다. 이 사건의 중심인물에는 인크리스 매더와 코튼 매더가 있다. 그 이유는 둘 모두 마녀의 존재와 마녀사냥의 정당성을 믿었기 때문이다.

## 중도 언약에 대한 의견
그는 아버지인 리처드 매더가 제안한 중도 언약에 대하여 존 데이븐포트와 함께 강한 반대 의견을 가졌다.

## 유명한 글들
- 음료(drink)는 감사하게 받으면 좋은 피조물입니다. 포도주는 하나님으로부터 온 것입니다. 하지만, 술주정뱅이는 악마로부터 왔습니다.

## 설교
- A Serious Exhortation(1671): 2세대의 목적과 사명에 대하여.[3] 솔로몬이 다윗의 신실한 믿음의 유산을 받아 축복을 누린 것처럼 뉴잉글랜드도 1세대의 믿음과 헌신의 유산으로 축복을 받을 것이다.

## 저서
- 세속적이고 난잡한 춤에 반박하는 설명문(페리 밀러의 '청교도들', 411쪽)

## 같이 보기
- 세일럼 마녀 재판
- 코튼 매더